# Moncé-en-Belin
Moncé-en-Belin é uma comuna francesa na região administrativa do País do Loire, no departamento de Sarthe. Estende-se por uma área de 17.49 km². Em 2010 a comuna tinha 945 habitantes (densidade: 54 hab./km²).